# Pommiers (Gard)
Pommiers ist eine französische Gemeinde mit 57 Einwohnern (Stand 1. Januar 2022) im Département Gard in der Region Okzitanien.

## Geografie
Die Gemeinde Pommiers liegt am äußersten Südrand des Cevennengebirges und ist geprägt vom landschaftlichen Übergang zu den Causses, wobei es sich um für die Region charakteristische Hochebenen handelt. Sie befindet sich 46 Kilometer nordöstlich der Regionalhauptstadt Montpellier und ist Teil einer sehr dünn besiedelten Gegend, wenngleich nur einige Kilometer nördlich mit Le Vigan eine kleine Stadt liegt. Der Kernort ist in den Hügeln gelegen, während deutlich tiefer die Täler des Flusses Arre und deren kleinem Nebenfluss Glèpe verlaufen. Das Dorf nimmt eine entsprechend dominante Position ein und bietet eine gute Sicht auf die umliegenden Berge und Hügelketten. Die Vegetation besteht überwiegend aus Kastanien sowie Stein- und Traubeneichen. Neben dem Kernort umfasst die Kommune die kleinen Siedlungen bzw. Höfe Roquevieille, Le Cun, La Blaquière und Mas Roubieux.
Die Nachbargemeinden von Pommiers sind Molières-Cavaillac, Avèze sowie Le Vigan im Norden, Saint-Bresson im Osten, Saint-Laurent-le-Minier im Südosten und Montdardier im Süden und Westen.

### Infrastruktur
Über lokale Straßen bestehen verschiedene Verbindungen zu den Nachbarorten. Hervorzuheben ist die nach Avèze führende D48, da diese an die D999 anschließt und somit auch nach Le Vigan anbindet. Die D999 stellt einerseits die Verbindung zur Autobahn A75 her und ermöglicht in die andere Richtung über Ganges den Zugang zu den Großstädten Montpellier und Nîmes.

## Geschichte und Kultur
Der Ort wurde um 1200 erstmals erwähnt und trug in einem Dokument von 1270 den Namen Pomaribus. Abgeleitet ist dieser vermutlich vom lateinischen Begriff Pomarium, was „Obstgarten“ bedeutet. 1435 erschien der Ortsname erstmals in seiner heutigen Schreibweise. Die Namensherkunft ist auch im 1694 entstandenen Wappen erkennbar; dieses bildet einen Apfelbaum mitsamt Früchten ab. Während der Zeit vor der Französischen Revolution unterstand Pommiers der Gerichtsbarkeit der Viguerie von Le Vigan und Meyrueis und gehörte kirchlich zur Diözese von Nîmes. Im 17. Jahrhundert breitete sich der Protestantismus in der Cevennenregion stark aus, was im Gegensatz zum gesamten Frankreich steht. 1621 entsandten die Dorfbewohner einige Vertreter zu einer calvinistischen Predigt in Le Vigan, ließen sich davon aber mehrheitlich nicht überzeugen und entschieden sich gegen einen Bruch mit der römisch-katholischen Kirche. Zumindest entstand jedoch eine protestantische Minderheit, welche keine eigene Kirche besaß und in einem einfachen Haus ihre Gottesdienste abhielt. Vom Cevennenkrieg (1702–1705), in dessen Mittelpunkt der Konflikt zwischen den Konfessionen stand, war der Ort nur geringfügig betroffen, sodass es nur zu kleinen Zwischenfällen kam.
Die romanische Dorfkirche Saint-André geht vermutlich auf das 12. Jahrhundert zurück und wurde im 19. Jahrhundert um die Kapelle Saint-Joseph erweitert. Das Kirchengebäude weist mit seinem Spitzbogengewölbe sowie der Ogive in der Decke oberhalb des Altarraums zwei für die Region einmalige architektonische Merkmale auf. Am 15. Juni 1883 stifteten Bewohner von Pommiers eine 2,20 Meter hohe und 350 Kilogramm schwere Statue der heiligen Maria, welche oben im Dorf aufgestellt wurde und bis etwa 1940 im Mittelpunkt einer jährlichen Prozession stand.
Ein wichtiger Aspekt der lokalen Wirtschaftsgeschichte ist der Bergbau, welcher bereits im Mittelalter durch die Gewinnung bestimmter Eisenerze eine gewisse Rolle spielte. Um 1870 kam diese Aktivität erneut auf, wobei dieses Mal die Gewinnung des Minerals Galmei zur Zinkherstellung im Vordergrund stand. Der Zinkanteil lag gemäß einer Messung bei rund 27 Prozent. Über mehr als hundert Jahre wurde das Mineral abgebaut, allerdings verlagerte sich die Produktion bereits zu Beginn des 20. Jahrhunderts auf das Gebiet der Nachbargemeinden Montdardier und Saint-Laurent-le-Minier. Eine Rolle spielte über eine lange Zeit auch die Kalzinierung, welche mit Hilfe von Kalköfen bis 1830 durchgeführt wurde und sich die an Kalkböden reiche Geologie der Region zu Nutze machte. In Richtung Avèze gab es ab 1920 eine Fabrik zur Herstellung von mit Kohlensäure versetztem Mineralwasser, welche kurz nach dem Ende des Zweiten Weltkriegs ihren Betrieb einstellte. Die Landwirtschaft beinhaltete traditionell einerseits die Selbstversorgung der Bewohner mit bestimmten Lebensmitteln. Zum anderen existierten einst Oliven- und Maulbeerbäume in großer Zahl; letztere dienten der Seidenraupenzucht. Im Verlauf des 20. Jahrhunderts ist deren Bedeutung aber jeweils stark zurückgegangen.
Die jüngere Geschichte von Pommiers beinhaltet einen Rückgang lokaler Infrastruktur bei gleichzeitiger deutlicher Verbesserung der Anbindungen ans Umland. Noch in den 1880er-Jahren entstand ein neues Schulgebäude, welches für fast ein Jahrhundert genutzt wurde, ehe die Schule angesichts der geringen Bevölkerung endgültig geschlossen wurde. Die Räumlichkeiten wurden teils in Ferienunterkünfte umgewandelt und teils für die Gemeindeverwaltung genutzt. Die bis weit ins 20. Jahrhundert hinein mangelhafte Straßenanbindung, welche damals einzig über Avèze existierte, 1972 durch eine Verbindung hin zu den südlichen Nachbarorten erheblich verbessert.

## Bevölkerungsentwicklung
| Jahr      | 1962 | 1968 | 1975 | 1982 | 1990 | 1999 | 2006 | 2012 |
| --------- | ---- | ---- | ---- | ---- | ---- | ---- | ---- | ---- |
| Einwohner | 69   | 63   | 82   | 72   | 61   | 60   | 72   | 61   |

Im Jahr 1793 hatte Pommiers 223 Einwohner und erlebte ein weiteres Anwachsen bis auf den historischen Höchstwert von 348 Menschen, welcher 1846 erreicht wurde. Anschließend kam es zu einem stetigen leichten Absinken auf 220 Bewohner im Jahr 1911. Vom Ersten Weltkrieg an bis in die Mitte des 20. Jahrhunderts hinein war hingegen ein starker Bevölkerungsschwund gegeben, ehe sich die Bewohnerzahl ab den 1960er-Jahren auf einem Niveau von rund 60 bis 70 Personen einpendelte. Während des Ersten Weltkriegs fielen 17 Soldaten aus der Gemeinde und somit ein erheblicher Teil der Bevölkerung, im Zweiten Weltkrieg starben zwei Bewohner bei Kriegshandlungen.